# Леприкон: Обратно в гетото
„Леприкон: Обратно в гетото“ (на английски: Leprechaun: Back 2 tha Hood) е американска слашър комедия от 2003 г. Последен филм от поредицата с Уоруик Дейвис в главната роля.
Entertainment Weekly поставя филма в „25-те най-лоши продължения“.

## Сюжет
Внимание:  Текстът по-долу разкрива сюжета на произведението (или части от него)!
Фризьорка намира гърне със злато по време на барбекю с нейните приятели. Леприконът се завръща за да си вземе това, което му принадлежи.

## Актьорски състав
- Уоруик Дейвис – Леприконът
- Танги Милър – Емили Уудроу
- Лас Алонсо – Рори Джаксън
- Пейджи Кенеди – Джейми Дейвис
- Шери Джексън – Лиза Дънкан